# Leucauge pusilla
Leucauge pusilla este o specie de păianjeni din genul Leucauge, familia Tetragnathidae. A fost descrisă pentru prima dată de Thorell, 1878. Conform Catalogue of Life specia Leucauge pusilla nu are subspecii cunoscute.